# Lautsprecherschutz
Unter Lautsprecherschutz versteht man Bauteile und Schaltungen, die den Lautsprecher vor Überlastung schützen.

## Glühlampen
Glühlampen finden auch im Bereich der Elektroakustik und Beschallungstechnik Verwendung.
Sie werden hier als Lautsprecherschutz eingesetzt.
Meistens werden für diesen Zweck Soffittenlampen verwendet.
Der Einbau der Glühlampen erfolgt als Serienwiderstand auf der Frequenzweiche oder direkt an der Phasenklemme des Lautsprechers.
Bei übermäßiger Belastung des Lautsprechers vergrößert sich der Innenwiderstand der Glühlampen. 
Erhöht sich der Strom noch weiter, beginnen sie zu leuchten.
Bei weiter steigender Belastung bis zum Durchbrennen erfolgt eine Unterbrechung der Stromzufuhr und damit eine Stummschaltung des betroffenen Lautsprechers. 
Die Kompensation oder Energieumwandlung erfolgt demzufolge in Wärme- und Lichtenergie.
Wird eine starke Schutzfunktion (z. B. für Zweiweg-Systeme ab ca. 250 W) benötigt, werden mehrere Glühlampen parallel geschaltet.
Im Regelfall ist der auftretende Verzerrungsgrad durch den Glühlampeneinsatz bei Beschallungsanlagen/PA-Anlagen vertretbar.
Nachweislich findet/fand diese Methode Einsatz in Lautsprechern der Firma Bose wie auch in vielen Lautsprechern aus DDR-Produktion, insbesondere in Konsumgüter-Lautsprechern der Firma VEB Musikelektronik Geithain der 1980er-Jahre.

## PTC-Widerstände
Daneben finden auch PTC-Sicherungen Verwendung.
Für den HiFi-Bereich sind PTC-Sicherungen besser geeignet. Nachweislich sind PTC-Sicherungen verbaut in Lautsprechern der Firma Canton und Nubert.